# ارزیابی حرکتی مری
ارزیابی حرکتی مری (انگلیسی: Esophageal motility study) یا فشارسنجی مری (انگلیسی: Esophageal manometry) آزمایشی برای ارزیابی تحرک مری و اسفنکترهای فوقانی و تحتانی آن است.

## موارد استفاده
از این آزمایش در بررسی احتمال وجود اختلالات حرکتی مری استفاده می‌شود. برخی از این اختلالات عبارتند از آشالازی، اسپاسم گستردهٔ مری، مری فندق‌شکن و پُرفشاری اسفنکتر فوقانی مری. این اختلالات معمولاً با اشکال در بلع (معمولا هم به مایعات و هم به جامدات) همراه است. در مبتلایان به اسپاسم مری، درد قفسه سینه هم دارند که پس از انجام تست‌های قلبی مشخص می‌شود که منشأ قلبی ندارد.
این آزمایش در تشخیص اختلالات آناتومیک و ساختاری مری همچون تنگی مری و سرطان مری سودمند نیست.

## نحوهٔ انجام
پزشک یا پرستار آموزش‌دیده، یک کاتتر را از بینی وارد مری کرده و سپس آن را به داخل معده هدایت می‌کند. پس از قرار گرفتن در جای مناسب، از بیمار می‌خواهند تا نرمال سالین، یک مادهٔ ژله‌ای و سپس تکه‌های از یک غذای جامد (مثلا بیسکویت) را ببلعد. بیمار نیمی از آزمایش را در حالت خوابیده به پشت و نیمی از آن را در حالت نشسته روی تخت انجام خواهد داد. گاهی نیز از بیمار خواسته می‌شود که نفس عمیق بکشد. میزان ناراحتی در بین بیماران متفاوت است. بیماران باید بیدار باشند و به‌هیچ‌وجه نباید به آنها داروهای آرام‌بخش داد، زیرا آرام بخش‌ها عملکرد ماهیچه‌های مری را تغییر می‌دهند. به‌طور کلی این روش حدود ۴۵ دقیقه طول می‌کشد. پس از اتمام عمل، بیماران معمولاً می‌توانند فعالیت‌های عادی روزانه خود را از سر بگیرند.

## روش‌های تشخیصی دیگر برای بررسی بلع
در عکس‌برداری متوالی پس از بلعِ مادهٔ حاجب (بلع باریوم) و فلوئوروسکوپی از پرتو ایکس برای ثبت حرکت‌های بلعی استفاده می‌شود.